# Burg Liebeneck
Die Burg Liebeneck ist eine abgegangene hochmittelalterliche Adelsburg, die sich einst über dem Tal der Schwarzach erhob. Der heutige Burgstall liegt südlich des heutigen Gredinger Gemeindeteiles Mettendorf im mittelfränkischen Landkreis Roth in Bayern, Deutschland. Der kleine Ministerialensitz, der hauptsächlich aus einem Wohnturm bestand, verfiel während der Neuzeit, erhalten hat sich von ihm nur wenig Mauerwerk und ein Halsgraben.

## Geografische Lage
Die Burgstelle der Höhenburg befindet sich 2700 Meter südsüdöstlich der Katholischen Pfarrkirche Sankt Jakobus d. Ä. in Greding oder rund 650 Meter südsüdwestlich der Katholischen Filial- und Wallfahrtskirche Sankt Johannes der Täufer in Mettendorf über dem Tal der Schwarzach in etwa 455 m ü. NHN auf halber Hanghöhe des 524,7 m ü. NHN hohen Pfaffenberges. Der sich etwa von Nordwest nach Südost erstreckende Pfaffenberg fällt äußerst steil in die Täler der Schwarzach und des Heimbaches ab, auf einer kleinen Hangterrasse im Südosten des Berges wurde die Burg errichtet.
In der Nähe befinden sich noch weitere ehemalige mittelalterliche Burgen: etwa drei Kilometer südlich liegt die Burgruine Rumburg, einst Sitz der Edelfreien von Enkering. Zirka 5,5 Kilometer südwestlich befindet sich die Ruine der Burg Rundeck oder Stossenburg, und der Burgstall Wieseck, etwa weiter in dieser Richtung die Burgruine Brunneck. Sechs Kilometer südöstlich liegen die Burgställe Hubertusfelsen, Torfelsen und Saufelsen, alle drei Sitze der Emmendorfer. Schwarzachtal aufwärts befand sich im Ort Hausen einst eine Turmhügelburg.

## Geschichte
Die kleine Burg wurde von den Absbergern erbaut, die erste urkundliche Erwähnung stammt aus dem Jahr 1346. Ritter Gottfried (Götz) von Absberg nannte sich bis 1351 „ze Liebenekke“. Dessen Sohn Heinrich „von Rannburk“ (Rumburg) musste 1377 die Burg dem Pfalzgrafen Ruprecht I. als Lehen auftragen, weil er das Kloster Seligenporten angegriffen hatte; in diesem Zisterzienserinnenkloster hatte die Rumburger Linie der Absberger ihre Grablege, bis es zum Zerwürfnis kam. 1388 erhob Heinrich wieder Ansprüche auf die Burg. 1396/97 bewohnte sie Hans Pollanter der Ältere, vielleicht ein Schwiegersohn Heinrichs. 1416 entschied das Landgericht Sulzbach, dass die Feste dem Pfalzgrafen Johann von Neumarkt zustehe, da Ritter Hans von Absberg das Lehen nicht rechtzeitig habe erneuern lassen. Zwei Jahre später verkauften die Erben des Ritters Hans das Dorf Mettendorf an den Nürnberger Bürger Kunz Flurheim, während Pfalzgraf Johann die Burg Liebeneck den Marschällen von Eibwang zu Lehen gab. Die Reihe der nachfolgenden Besitzer nennt die Kemnater, im 16. Jahrhundert die Rauscher, Pirkenfels, Perlein, Gluck und Köller.
1570 verkaufte Kurfürst Friedrich III. von der Pfalz die Burg an das Hochstift Eichstätt. In der Folge saß dort ein bischöflicher Förster. Die Burg verfiel allmählich; vielleicht wurde sie auch in Mitleidenschaft gezogen, als im Dreißigjährigen Krieg um 1632/34 das nahe Dorf fast völlig niedergebrannt wurde.
Am 15. September 1727 wurden von der Burg zwei „Gnadenbilder“ zur Kirche des heiligen Johannes nach Mettendorf gebracht, wodurch Wallfahrten zu dieser Kirche einsetzten.
Nach der Säkularisation 1802 war die Burg 1827 noch bedacht. 1847 fand allerdings das Steinmaterial für den Unterbau der Distriktstraße Verwendung.

## Beschreibung
Die Burg liegt auf einer Terrasse am Südosthang des Paffenberges. Sie bestand im Wesentlichen aus einem Wohnturm, der von einer trapezförmigen Ringmauer umgeben war. Zu Beginn des 20. Jahrhunderts soll diese bei einer Breite von max. 2 m noch bis zu 8 m hoch erhalten gewesen sein. Zum Hang hin sicherte ein 3 m tiefer Halsgraben mit Vorwall die Burg zusätzlich. Die maximale Ausdehnung des Burgareals beträgt ca. 50 × 30 m.